# Millston (Wisconsin)
Millston – jednostka osadnicza w Stanach Zjednoczonych, w stanie Wisconsin, w hrabstwie Jackson.